# NGC 1606
NGC 1606 é uma galáxia espiral barrada (SB0-a) localizada na direcção da constelação de Eridanus. Possui uma declinação de -05° 01' 55" e uma ascensão recta de 4 horas, 32 minutos e 03,3 segundos.
A galáxia NGC 1606 foi descoberta em 14 de Janeiro de 1849 por William Parsons.